# Плахотин, Иван Романович
Иван Романович Плахотин (1909, Херсонская губерния, Российская империя — неизвестно, Донецкая область) — председатель колхоза «Червона хвиля» Красноармейского района Сталинской области, Украинская ССР. Герой Социалистического Труда (1949).

## Биография
Родился в 1909 году в крестьянской семье в одном из сельских населённых пунктов Херсонской губернии. С 1930-х годов возглавлял колхоз «Червона хвиля» (с 1961 года — имени XXII партсъезда) Красноармейского района. После освобождения Донбасса от оккупации восстанавливал разрушенное колхозное хозяйство.
За короткое время вывел колхоз в число передовых сельскохозяйственных предприятий Красноармейского района. Колхоз под его руководством одним из первых в районе стал применять двупольный севооборот для многолетних трав. Колхозники возделывали сорта яровой пшеницы «Артёмовка 1418», «Апуликум 037», озимой пшеницы «ОД-3» и делились семенным фондом с соседними хозяйствами.
В 1948 году колхоз сдал государству в среднем с каждого гектара по 33 центнера пшеницы с площади 184 гектара. Указом Президиума Верховного Совета СССР от 26 марта 1949 года удостоен звания Героя Социалистического Труда за «получение высоких урожаев пшеницы в 1948 году» с вручением ордена Ленина и золотой медали «Серп и Молот» (№ 3157).
Этим же указом званием Героя Социалистического Труда были награждены труженицы колхоза звеньевые Лидия Петровна Белозуб и Екатерина Акимовна Звагольская.
В последующие годы занимался развитием производства зерновых, увеличив площадь колхозных пахотных земель до 5680 гектаров. Колхоз под его руководством продолжал демонстрировать высокие результаты в сельском хозяйстве, занимал передовые позиции в социалистическом соревновании среди сельскохозяйственных предприятий Красноармейского района. 56 колхозников за свои трудовые подвиги удостоились правительственных наград.
После выхода на пенсию проживал в Донецкой области. Дата смерти не установлена.